# Vilafranca del Penedès
Vilafranca del Penedès är en kommun i Spanien. Den ligger i provinsen Província de Barcelona och regionen Katalonien, i den östra delen av landet, 500 km öster om huvudstaden Madrid. Antalet invånare är 39 035. Arean är 20,0 kvadratkilometer. Vilafranca del Penedès gränsar till La Granada, Sant Cugat Sesgarrigues, Olèrdola, Santa Margarida i els Monjos, Pacs del Penedès och Les Cabanyes.
Terrängen i Vilafranca del Penedès är platt.